# Gastón de Robertis
Gastón de Robertis (Buenos Aires, 12 maggio 1980) è un rugbista a 15 argentino.